# Дифеоморфізм Аносова
У теорії динамічних систем, галузі математики, дифеоморфізми Аносова — введений Д. В. Аносовим клас відображень з хаотичною динамікою, динаміка яких стійка відносно малих збурень.

## Визначення
Дифеоморфізм {\displaystyle f:M\rightarrow M} — дифеоморфізм Аносова, якщо він гіперболічний на всьому многовиді M. А саме, існує розклад дотичного розшаровання TM у пряму суму двох неперервних підрозшаровань, Eu і Es, інваріантний відносно динаміки, причому на Eu динаміка експоненційно розтягує, а на Es — експоненційно стискає:
{\displaystyle \|f^{n}(v)\|\leq c_{1}\,\lambda ^{n}\|v\|\quad \forall n\in \mathbb {N} ,\,v\in E^{s},}
{\displaystyle \|f^{n}(v)\|\geq c_{2}\,\mu ^{n}\|v\|\quad \forall n\in \mathbb {N} ,\,v\in E^{u},}
де {\displaystyle c_{1},c_{2}>0} і {\displaystyle \mu >1>\lambda >0} — сталі.

## Властивість
- Дифеоморфізми Аносова структурно стійкі: для будь-якого аносівського дифеоморфізму f існує такий його окіл у просторі дифеоморфізмів класу C1, будь-який дифеоморфізм g з якого спряжений з f деяким гомеоморфізмом h:

{\displaystyle f\circ h=h\circ g.}
Іншими словами, Динаміка малого збурення f відрізняється від самого f тільки заміною координат (правда, лише неперервною!).
- Частину визначення, що стосується розтягування, можна переписати як стиснення в зворотному часі:

{\displaystyle \|f^{-n}(v)\|\leq c_{3}\,\mu ^{-n}\|v\|\quad \forall n\in \mathbb {N} ,\,v\in E^{u}.}

## Приклад
Найвідомішим прикладом дифеоморфізму Аносова є дія відображення {\displaystyle \left({\begin{smallmatrix}2&1\\1&1\end{smallmatrix}}\right)} на двовимірному торі {\displaystyle \mathbb {T} ^{2}=\mathbb {R} ^{2}/\mathbb {Z} ^{2}}.
Загальніше, якщо матриця {\displaystyle A\in SL_{n}(\mathbb {Z} )} не має власних значень, рівних за модулем одиниці, то спуск дії {\displaystyle A} на тор {\displaystyle \mathbb {T} ^{n}=\mathbb {R} ^{n}/\mathbb {Z} ^{n}} (коректно визначений, оскільки {\displaystyle A} зберігає {\displaystyle \mathbb {Z} ^{n}}) буде дифеоморфізмом Аносова.